# Regiunea Kankan
Regiunea Kankan este una dintre cele 8 unități administrativ-teritoriale de gradul I ale Guineei. Reședința sa este orașul Kankan. Cuprinde 5 prefecturi: Kankan, Kérouané, Kouroussa, Mandiana și Siguiri.